# Jan Peter Balkenende
Jan Pieter (Jan Peter) Balkenende (ur. 7 maja 1956 w Biezelinge koło Kapelle) – holenderski polityk, prawnik i nauczyciel akademicki, deputowany do Tweede Kamer, w latach 2001–2010 lider Apelu Chrześcijańsko-Demokratycznego (CDA), od 2002 do 2010 premier Holandii.

## Życiorys
W 1980 ukończył historię na Vrije Universiteit Amsterdam, a w 1982 studia prawnicze na tej uczelni. Doktoryzował się w zakresie prawa w 1992. W latach 1982–1984 pracował jako prawnik w radzie holenderskich uniwersytetów (Academische Raad). Zaangażował się w działalność polityczną w ramach Apelu Chrześcijańsko-Demokratycznego. Od 1992 do 1998 był członkiem radu miejskiej w Amsterdamie, od 1984 do 1998 wchodził jednocześnie w skład zarządu partyjnego think tanku Wetenschappelijk Instituut voor het CDA. W 1993 został także nauczycielem akademickim na macierzystej uczelni.
W 1998 po raz pierwszy uzyskał mandat posła do Tweede Kamer. Ponownie do niższej izby Stanów Generalnych wybierany w 2002, 2003 i 2006. W 2001 został przewodniczącym frakcji poselskiej CDA, a także liderem politycznym tego ugrupowania.
W wyborach w 2002, 2003 i 2006 kierowany przez niego Apel Chrześcijańsko-Demokratyczny zajmował każdorazowo pierwsze miejsce, co pozwoliło Janowi Peterowi Balkenende obejmować urząd premiera i tworzyć kolejne rządy. Pierwszy z nich powstał 22 lipca 2002, koalicję zawiązały CDA, Lista Pima Fortuyna (LPF) i Partia Ludowa na rzecz Wolności i Demokracji (VVD). Problemy z populistyczną LPF doprowadziły do przedterminowych wyborów po niespełna roku, 27 maja 2003 lider CDA stanął na czele drugiego rządu współtworzonego również przez VVD oraz przez Demokratów 66 (D66). 30 czerwca 2006 podał się do dymisji z powodu rozpadu koalicji rządowej, a 7 lipca tegoż roku powołał swój trzeci, tym razem mniejszościowy, rząd z udziałem CDA i VVD. Po przedterminowych wyborach w tym samym roku stanął na czele koalicji CDA, Partii Pracy (PvdA) i ChristenUnie (CU), rozpoczynając urzędowanie 22 lutego 2007. 20 lutego 2010 w związku z kryzysem rządowym, spowodowanym udziałem wojska holenderskiego w misji w Afganistanie, PvdA wystąpiła z koalicji. Stał na czele rządu mniejszościowego do czasu przedterminowych wyborów parlamentarnych w tym samym roku, kończąc urzędowanie 14 października 2010, kiedy to nowym premierem został Mark Rutte z VVD.
W wyborach w 2010 Jan Peter Balkenende ponownie otwierał listę wyborczą CDA, odmówił jednak objęcia mandatu, zrezygnował z przywództwa w partii i zadeklarował wycofanie się z aktywności politycznej. W 2010 został profesorem na Uniwersytecie Erazma w Rotterdamie, w 2011 partnerem w przedsiębiorstwie doradczym Ernst & Young.

## Odznaczenia
- Order Oranje-Nassau II klasy (2010), VI klasy (1998)
- Krzyż Wielki Orderu Zasługi RP (Polska, 2012)[4]

## Życie prywatne
Jego ojciec Jan Pieter Balkenende był kupcem zbożowym, zaś matka Thona Johanna Sandee pracowała jako nauczycielka. Jego żoną jest Bianca Hoogendijk, ma córkę Amelie. Ze względu na fizyczne podobieństwo do bohatera serii powieści J.K. Rowling był nazywany Harrym Potterem.